# Средно артериално налягане
Средното артериално налягане (САН), като в техническата литература се използва и английското съкращение МАР, е медицински термин описващ реалното усреднено кръвно налягане в рамките на един сърдечен цикъл. Тази величина е нужна за определяне на ефективността на органова перфузия и заедно с други сходни величини за оценяване на оросителната функция на сърдечно-съдовата система, както и за дозиране на потенциално опасни лекарства, администрирани по венозен път.

## Приложение
Средното артериално налягане не е академична концепция без употреба; то е особено необходимо за преценка на органовата перфузия, особено при критично болни пациенти и тези по време на операция или реанимация. В неврохирургията се използва величината церебрално перфузионно налягане, която е във функционална зависимост със САН. Церебрално перфузионното налягане ({\displaystyle CPP}) е разликата между САН ({\displaystyle MAP}) и вътречерепното налягане ({\displaystyle ICP}).
{\displaystyle CPP=MAP-ICP}
За нормална функция на мозъка се изисква перфузионно налягане от поне 60 mmHg. За постигане на този баланс в интензивно отделение се третират едновременно и двете величини, като например вътречерепното налягане се намалява с диуретици, а от своя страна САН се поддържа високо с помощта на вазопресори като епинефрин, допамин, левофед и други.
Друг силно кръвоснабден орган е бъбрекът, който зависи от стабилно и достатъчно високо САН. Едновременно с това фините бъбречни телца – нефрони са податливи на колебания в налягането и се увреждат от високи, а престават да функционират при ниски налягания.

## Формули
В техническата литература се използват както българското съкращение САН, така и английското – MAP (на английски: Mean Arterial Pressure).
Средните артериални налягания се изчисляват по формулата -
(1.)
{\displaystyle MAP\simeq DBP+{\frac {(SBP-DBP)}{3}}}
или също така изразено като:
(2.)
{\displaystyle MAP\simeq {\frac {2}{3}}(DBP)+{\frac {1}{3}}(SBP)}
- където систолното налягане се бележи със {\displaystyle SBP}, а диастолното с {\displaystyle DBP}.
Като еднакви по размерност параметри, {\displaystyle MAP}, {\displaystyle SBP} и {\displaystyle DBP} се измерват в mm Hg.

## Обяснение на понятието САН
Физическото обяснение на кръвното налягане е силата упражнявана върху стените на кръвоносните съдове в процеса на работата на сърдечния мускул. Сърцето изпомпва кръв по трасе от близо 100 000 км. Средното артериално налягане е частен случай на кръвното налягане изобщо, но описанието му е като функция на сърдечния дебит, системното съдово съпротивление и средното венозно налягане. По аналог със закона на Ом за електрически системи, количеството на кръвния поток {\displaystyle (Q)} е правопропорционално на разликата между началното и крайно налягане между две точки {\displaystyle (\Delta P)} и обратнопропорционално на съдовото съпротивление {\displaystyle (R)}. Определянето на средното артериално налягане е интеграл обхващаш стойностите от началото на систолата {\displaystyle (s)} до края на диастолата {\displaystyle (d)}, разделен на съответната циклова продължителност {\displaystyle t_{0}}:
{\displaystyle \int _{s}^{d}{\frac {\Delta P_{0}}{t_{0}}}\,dt}
Именно поради факта, че две трети от цикъла на сърцето е в диастола – релаксация и само една трета е в систола – контракция, съответно за 2/3 от стойността на САН допринася диастолното налягане и само 1/3 систолното (формула №2 по-горе). 
Средното артериално налягане е динамично и зависи от позата на човека, психически стрес, чисто механични и други причини. При клякане например, големите мускули на краката се компресират, изтласквайки голямо количество венозна кръв към сърцето и едно рязко изправяне води до отваряне на потенциалните пространства и внезапно поемане на също толкова голям обем кръв, колкото изтласкания по-рано обем. Това води до моментно понижаване на САН. Спад на средното налягане при такова рязко ставане може да е причина за кратък синкопален епизод (замайване или загуба на съзнание) особено при лица с компрометирана сърдечна функция. Средното налягане не е равномерно представено по протежение на цялата съдова система; в по-малките съдове, където съпротивлението е най-високо, налягането, както и скоростта на движение на кръвта са най-ниски. Там, сумарното напречно сечение на васкулатурата е между 4500 – 6000 cm2, а скоростта на кръвния поток – само около 0,03 cm/s.
Математически САН зависи от системното съпротивление и обема на кръвния поток. В един избран участък {\displaystyle a}, съпротивлението оказвано на кръвния поток се изразява чрез формулата:
(3.)
{\displaystyle R_{a}={\frac {\Delta P_{a}}{Q_{a}}}}. 

 За да се опише съпротивлението на цялата система от {\displaystyle n} – на брой кръвоносни съдове е нужна сумата от всички съпротивления, за всичките{\displaystyle n} съдове:
(4.)
{\displaystyle \sum _{i=0}^{n}R_{i}={R_{1}}+{R_{2}}+{R_{3}}+\dots {R_{n}}=SVR_{n}}
(4.a)
{\displaystyle \lim _{n\to \infty }{\sum _{i=0}^{n}R_{i}}=SVR} или една сумарна величина, която се нарича системно съдово съпротивление и се обозначавана със {\displaystyle SVR} (от английски: Systemic Vascular Resistance).
От практична гледна точка, такива детайлни изчисления на цялата система са невъзможни. Когато се разгледат другите величини в рамките на един сърдечен цикъл от диастола до систола (от поемане до изпомпване на кръвния обем), се установява, че сумарно, налягането по всички съдове на кръвоносната система е разликата между крайните артериални и венозни налягания, а подаденият кръвен поток е равен на сърдечния дебит за един цикъл. От своя страна системното съдово съпротивление е:
(5.)
{\displaystyle SVR={\frac {(\Delta P-CVP)}{CO}}}
Където {\displaystyle CVP} е налягането в големите кухи вени (Inferior et superior venae cavae). Тъй като разликата в наляганията {\displaystyle \Delta P} е фактически средното артериално налягане {\displaystyle MAP}, то следователно формулата (5) по-горе се преобразува така:
(6.)
{\displaystyle SVR={\frac {(MAP-CVP)}{CO}}},
централното венозно налягане е много близко до 0 (mmHg), оттам:
(7.)
{\displaystyle SVR\simeq {\frac {MAP}{CO}}},
(8.)
{\displaystyle MAP\simeq {CO}\times {SVR}}